# CoCo恋は大騒ぎ
CoCo恋は大騒ぎ（ココこいはおおさわぎ）は、1990年4月2日 - 1994年9月29日にニッポン放送で放送されていたラジオ番組。パーソナリティはCoCo。1993年4月5日からは番組のタイトルがピンクワンダーランドCoCo一番（ぴんくわんだーらんどココいちばん）とタイトルが変わり、CoCoの活動停止・解散した前日で直近の木曜日である1994年9月29日まで続いた。

## 概要
ニッポン放送での放送時間帯は月 - 木曜の23:50 - 24:00。内海ゆたおの夜はドッカーン!（1991年2月まで）、伊集院光のOh!デカナイト （3月以降）の箱番組として放送されていた。そのため、同番組にはイベントも含めて度々ゲスト出演していた。
スポンサーは当初は森永製菓だった（その当時は東海ラジオや東北放送でもネットされていた）が、リニューアル後の1993年4月以降は大鵬薬品工業に変わり、当時のアイドルの番組には珍しく殺精子剤（商品名マイルーラ） のCMが流れていた。
ちなみに番組タイトルの『恋は大騒ぎ』は、小田和正が当時（1990年2月21日）発売したシングル曲のタイトルから引用されたといわれている。
番組OPは谷山浩子の「恋するニワトリ」のサビ部分（「CoCo」との洒落になっている）。

## 主なコーナー・企画
- 週番日誌（週代わりでメンバー1人がフリートーク）
- 恋のキャッチホン[1]
  - 女子リスナーから電話を募集し、恋や悩みなどの相談に答えていた[2]。
- 新CoCo語辞典[1]
- 男子改造計画[3]
- ゴージャスじゃんけん
  - 「こんなにリッチですごい体験をした」という話で勝負していたコーナー[4]。
- 消火器クイズ
  - 電話で出演するリスナーが3つの封筒の中から一つを選ぶ。「消火器」のカードが「ハズレ」となっており、消火器のカードを引いた場合は即電話が切られる。その他の封筒には問題が入っており、問題のカードを引いた場合はメンバーの中から一人を指名。正解した場合はそのメンバーと会話が出来た[5]。
- おまじないペット「チャクラ」（幸運をもたらすとされた黒猫のぬいぐるみ。後に本も出版された ISBN 4-594-01386-4）
- 缶蓋コント
- CoCo杯バドミントン大会
  - 第1回は1990年6月16日（土曜日）、当時ニッポン放送本社ビル3階にあったラジオハウス銀河（銀河スタジオ、現在のイマジンスタジオ）に、応募総数約10,300通の中から選ばれたリスナー代表40名を集めて開催。5人1組のトーナメント方式で勝ち残った１チームがCoCoチームと決勝戦。決勝戦に勝ち残ったのは東京都板橋区の高校生男子5人チーム「ウルトラマン兄弟チーム」。羽田恵理香、宮前真樹が連敗した後。三浦理恵子、大野幹代が連勝。瀬能あづさとの最終戦となり、デュースにまで持ち込まれたがCoCoチームが敗れ、リスナーチームの優勝となった。解説は元バドミントン選手の湯木博恵が夫人である新沼謙治が務めた[6]。
- 公開収録
  - 番組が衣替えし（イベント告知はそれ以前より）、新曲『ちいさな一歩で』の発売日である1993年4月21日に芝メルパルクホールで来場者抽選による公開収録が行われた。内容は番組で扱っていたチャクラに関してのトーク等と新曲披露。
以降も同番組でチャクラをテーマにしたイベントをニッポン放送・銀河スタジオにてリスナーを集めて複数回開催した。

## ネット局
- 東海ラジオ放送：月 - 木 23:10 - 23:20（当番組スタート時 - 1992年9月）
- 青森放送：月 - 木 21:40 - 21:50（1991年4月 - 1991年9月）→ 月 - 木 21:50 - 22:00（1991年10月 - 1992年3月）